# Аратка
Аратка — река в России, протекает в Нижегородской области. Устье реки находится в 20 км по левому берегу реки Ежать. Длина реки составляет 48 км. В 14 км от устья, по правому берегу реки впадает река Нексеря. В 37 км от устья, по правому берегу реки впадает река Кочкоемка.
Исток реки в Шатковском районе в лесу в 20 км восточнее райцентра, посёлка Шатки. Верхнее течение проходит по Шатковскому району, затем река преодолевает небольшой участок по Лукояновскому району, среднее и нижнее течение находятся в Гагинском районе. Генеральное направление течения — восток, затем — юго-восток. Верхнее течение выше впадения Кочкоемки в межень пересыхает. Долина реки плотно заселена, Аратка протекает село Новое Иванцево (Староиванцевский сельсовет, Шатковский район); сёла Большая Арать, Баженово, Малахово, Сыченки (Большеаратский сельсовет, Гагинский район), деревню Сунгулово и село Зверево (Какинский сельсовет, Гагинский район). Впадает в Ежать ниже Зверева. Ширина реки у устья — 10-15 метров.

## Данные водного реестра
По данным государственного водного реестра России относится к Верхневолжскому бассейновому округу, водохозяйственный участок реки — Сура от устья реки Алатырь и до устья, речной подбассейн реки — Сура. Речной бассейн реки — (Верхняя) Волга до Куйбышевского водохранилища (без бассейна Оки).
По данным геоинформационной системы водохозяйственного районирования территории РФ, подготовленной Федеральным агентством водных ресурсов:
- Код водного объекта в государственном водном реестре — 08010500412110000039562
- Код по гидрологической изученности (ГИ) — 110003956
- Код бассейна — 08.01.05.004
- Номер тома по ГИ — 10
- Выпуск по ГИ — 0